# Seseli bulgaricum
Seseli bulgaricum är en flockblommig växtart som beskrevs av Peter William Ball. Seseli bulgaricum ingår i släktet säfferötter, och familjen flockblommiga växter. Inga underarter finns listade i Catalogue of Life.